# ویوسا لیندفورش
السا ویوسا تورشناسدوتر لیندفورش (انگلیسی: Elsa Viveca Torstensdotter Lindfors؛ ‏ ۲۹ دسامبر ۱۹۲۰ – ۲۵ اکتبر ۱۹۹۵) یک بازیگر، سینما، و تئاتر اهل سوئد بود. وی بین سال‌های ۱۹۴۰ تا ۱۹۹۵ میلادی فعالیت می‌کرد.
از فیلم‌هایی که وی در آن نقش داشته‌است، می‌توان به استارگیت، جن‌گیر ۳، خروج ممنوع، تابو، حتما، تابستان گذشته در همپتونز و زاندالی اشاره کرد.